# Oldtimermuseum Zollernalb
Das Oldtimermuseum Zollernalb hat seinen Sitz in Hechingen im baden-württembergischen Zollernalbkreis in Deutschland. In den Räumen des ehemaligen Zollerpark-Kaufhauses werden auf 1.800 m² Fläche über 100 Fahrzeuge ausgestellt.

## Konzept
Neben den über 100 ausgestellten Fahrzeugen, die regelmäßig ausgetauscht werden, bietet das Oldtimermuseum aktuell auch noch Kunstwerke zum Thema „Oldtimer & Mensch“, die in Kooperation mit der „Kunstakademie U7“ gezeigt werden. Ferner gibt es ein Kalender-Museum, das in einem Seitentrakt untergebracht ist. Das Museum bietet sich des Weiteren auch als Veranstaltungsraum für private Feiern an. Bistro sowie Tanzfläche sind ebenfalls vorhanden.
Neben vielen Fahrzeugen, die käuflich zu erwerben sind, können bestimmte historische Automobile auch angemietet werden.

## Veranstaltungen
Es finden Vereinstreffen und Ausfahrten im Umkreis des Museums statt. Zudem sind in unregelmäßigen Abständen Kunstausstellungen und kulturelle Veranstaltungen geplant.
Am 14. Juni 2009 fand das Oldtimerfestival 2009 mit tausenden Besuchern und über 500 Fahrzeugen in Hechingen statt.